# Igreja Católica Bizantina Eslovaca
A Igreja Católica Bizantina Eslovaca, ou a Igreja Greco-Católica Eslovaca, é uma Igreja particular oriental sui iuris em comunhão com a Igreja Católica. Isto quer dizer que ela, nunca abandonando as suas veneráveis tradições e ritos litúrgicos orientais, aceita a autoridade e primazia do Papa. Unida formal e oficialmente à Santa Sé em 1646, esta Igreja foi fruto de uma cisão ocorrida na Igreja Ortodoxa.
Actualmente, esta Igreja oriental é governada por um Arcebispo Metropolita, juntamente com o seu Concílio de Hierarcas, mas sempre sob a supervisão do Papa. Esta Igreja conta com cerca de 243 mil fiéis, concentrados na sua esmagadora maioria na Eslováquia. O seu rito litúrgico é de tradição bizantina.
A simples existência da Igreja Greco-Católica Eslovaca não significa que a Eslováquia não tenha católicos de rito latino. Aliás, os católicos latinos constituem a maioria absoluta dos católicos existentes na Eslováquia.

## História
Uma vez que a União de Uzhhorod em 1646 foi aceite por unanimidade sobre o território que compreende hoje a Eslováquia oriental, a história da Igreja Católica Eslovaca foi durante séculos entrelaçada com a da Igreja Católica Bizantina Rutena. No final da I Guerra Mundial, a maioria dos católicos rutenos e eslovacos (de rito bizantino) foram incluídos para dentro do território da Checoslováquia.
Em Abril de 1950, após a ocupação comunista da Checoslováquia, um "sínodo" foi convocada em Prešov, em que cinco padres e um grande número de leigos assinaram um documento que declarava o fim da união com Roma e que pedia para serem recebidos na jurisdição do Patriarcado de Moscovo. Vários clérigos que protestaram a decisão e a validade do "sínodo" foram presos.
Durante a Primavera de Praga em 1968, as antigas paróquias católicas de rito bizantino foram autorizados para restaurar a comunhão com Roma. Das 292 paróquias envolvidas, 205 votaram a favor. No entanto, a maioria das propriedades católicas permaneceram nas mãos da Igreja Ortodoxa.
Após o fim do comunismo em 1989, a maior parte das propriedades foram devolvidas à Igreja Católica Eslovaca. Com a dissolução da Checoslováquia, um vicariato apostólico foi criado na República Checa para servir os católicos checos de rito bizantino (ou greco-católicos). Já na Eslováquia, o Papa João Paulo II criou o Exarcado apostólico de Košice em 1997.
O Papa Bento XVI, efectuando uma reorganização geral da Igreja Eslovaca em 2008, elevou Košice a eparquia, criou uma nova eparquia em Bratislava e elevou ainda Prešov a arquieparquia metropolitana sui iuris. Esta arquieparquia tem como sufragâneas as eparquias de Košice e de Prešov.

## No exterior
Nos Estados Unidos da América, católicos eslovacos não se distinguem dos rutenos. No entanto, os eslovacos têm um eparquia no Canadá, o Eparchy of Saints Cyril and Methodius of Toronto. Apesar de o Chefe da Igreja Eslovaca ser o seu Arcebispo Metropolita, esta eparquia é directamente supervisionada pela Santa Sé e não pelo Metropolita.